# The World of the Married
The World of the Married (Hangul: 부부의 세계; Hanja: 夫婦의 世界; RR: Bubu-ui Segye; lit. Couple's World), es una serie de televisión surcoreana transmitida del 27 de marzo del 2020 hasta el 16 de mayo del 2020, a través de JTBC.
La serie está basada en la serie británica Doctor Foster del dramaturgo inglés Mike Bartlett.

## Sinopsis
Ji Sun-woo, es una doctora en medicina familiar que trabaja en el "Family Love Hospital" y que aparentemente vive una vida perfecta. Está casada con Lee Tae-oh y la pareja tiene un hijo, Joon-young.
Sin embargo cuando comienza a sospechar que su esposo está teniendo una aventura, su mundo poco a poco comienza a desbaratarse. Poco después, cuando confirma sus sospechas y sintiéndose traicionada, decide vengarse de él y de su grupo de amigos, quienes conocen sobre el romance y nunca le dijeron nada.
Por otro lado, Tae-oh, dirige una empresa de entretenimiento y sueña con convertirse en un famoso director de cine, sin embargo cuando comienza una peligrosa aventura con Yeo Da-kyung, su vida cambia de manera agitada.

## Reparto

### Personajes principales
- Kim Hee-ae como Ji Sun-woo, una exitosa e inteligente doctora que cree tenerlo todo, una familia amorosa, trabajo, ingresos y fama. Sin embargo cuando descubre que su esposo la está engañando y que su grupo de amigos en quienes confiaba lo sabían desde el inicio, cae en la desesperación y decide vengarse de todos por ta dolorosa traición.[3][4]
- Park Hae-joon como Lee Tae-oh, el esposo de Sun-woo.  Sueña con convertirse en un exitoso productor, pero en realidad, sólo porque tiene la ayuda de Sun-woo, su negocio de entretenimiento se mantiene a flote. Aunque dice amar a su esposa, comienza una aventura peligrosa.
- Kim Young-min como Son Je-hyuk, uno de los amigos de Tae-oh y Sun-woo. A pesar de estar casado ha estado enamorado de Sun-woo por años. Poco después cuando Sun-woo descubre que él es uno de los que sabe sobre la aventura de su marido; decide vengarse.[5]
- Park Sun-young como Ko Ye-rim,  la esposa de Je-hyuk y una de los que sabía sobre la aventura de Tae-oh.
- Chae Kook-hee como Seol Myung-sook,  doctora del hospital "Family Love Hospital".
- Han So-hee como Yeo Da-kyung, una joven instructora de pilates especializada en danza moderna, con la que Tae-oh ha estado teniendo una aventura durante los últimos 3 años. Da-kyung es una joven egoísta y con desequilibrios emocionales, que está dispuesta a hacer lo que sea para tener a Tae-oh.[6][7]
- Lee Geung-young como Yeo Byung-kyoo, el padre de Da-kyung.
- Kim Sun-kyung como Uhm Hyo-jung, la madre de Da-kyung.
- Jeon Jin-seo como Lee Joon-young, el hijo de Sun-woo y Tae-oh.

### Personajes secundarios
- Lee Moo-saeng como Kim Yoon-gi, un doctor y un especialista del departamento de neuropsiquiatría del hospital "Family Love Hospital". Es amigo de Sun-woo, a quien protege desde lejos, e inesperadamente se convierte en un refugio para ella.[8]
- Shim Eun-woo como Min Hyun-seo, una barman que sufre de abuso físico por parte de su novio. Luego de ser paciente en el hospital "Family Love Hospital" se hace amiga de Sun-woo, quien la anima a dejar a su novio.
- Lee Hak-joo como Park In-kyoo, el abusivo novio de Hyun-seo, quien chantajea a la doctora Sun-woo con revelar la aventura de su esposo.[9]
- Park Choong-sun como Ma Kang-seok, un doctor del hospital "Family Love Hospital".
- Jung Jae-sung como Gong Ji-cheol, el director del hospital "Family Love Hospital".[10]
- Choi Beom-ho como el presidente Choi.

### Otros personajes
- Kim Jong-tae como Ha Dong-shik, un paciente del hospital "Family Love Hospital".
- Park Mi-hyun como la esposa de Ji-cheol.
- Cho A-ra como Jang Mi-yeon, la secretaria de Tae-oh.
- Shin Soo-yeon como Yoon No-eul, la hija de Mi-yeon.
- Kwon Hyuk como Cha Do-cheol, un abogado (ep. 3-5).
- Seol Yoo-jin como una enfermera en el hospital "Family Love Hospital" (ep. 1-3).
- Seo Yi-sook como la esposa del presidente Choi (ep. 4).
- Lee Ro-eun como Lee Je-nnie, la hija de Tae-oh y Da-kyung.
- Lee Dong-ha como Lee Min-gi, el asistente de Byung-kyoo (ep. 8-9).
- Jung Joon-won como Cha Hae-kang', el hijo de Do-cheol.
- Jung Jae-soon como Bae Jung-shim, la madre de Sun-woo.
- Yoon In-jo como la esposa de Cha Do-cheol.
- Song Hoon como Jeon Sang-hyun.
- Kim Nak-kyoon como un detective.
- Jeon Eun-mi como una cajera de supermercado.

### Apariciones especiales
- Kwon Hong-seok como un banquero (ep. 3).
- Yoon Sun-woo como un hombre en la biblioteca (ep. 16).

## Episodios
La serie está conformada por 16 episodios, los cuales fueron emitidos todos los viernes y sábados a las 23:00 (KST).
El 23 de abril del 2020 el equipo de producción de la serie anunció que a partir del noveno episodio, todos los episodios restantes tendrán una calificación de 19+.

### Índices de audiencia[13]
La serie fue un gran éxito de audiencia. El primer episodio registró un 6,3% en todo el país y un 6,8% en el área metropolitana de Seúl, ganando el título de «la calificación de audiencia más alta para el primer drama de JTBC». El episodio n.º 6 superó el 20%, y el último episodio rebasó el 31%.
Los números en color rojo indican las calificaciones más bajas, mientras que los números en azul indican las calificaciones más altas.
| Episodio | Fecha de emisión    | Participación promedio de audiencia | Participación promedio de audiencia |
| Episodio | Fecha de emisión    | AGB Nielsen                         | AGB Nielsen                         |
| Episodio | Fecha de emisión    | Nacional                            | Seúl                                |
| -------- | ------------------- | ----------------------------------- | ----------------------------------- |
| 1        | 27 de marzo de 2020 | 6.260%                              | 6.786%                              |
| 2        | 28 de marzo de 2020 | 9.979%                              | 11.023%                             |
| 3        | 3 de abril de 2020  | 11.882%                             | 14.016%                             |
| 4        | 4 de abril de 2020  | 13.979%                             | 16.261%                             |
| 5        | 10 de abril de 2020 | 14.676%                             | 16.118%                             |
| 6        | 11 de abril de 2020 | 18.816%                             | 21.390%                             |
| 7        | 17 de abril de 2020 | 18.501%                             | 21.406%                             |
| 8        | 18 de abril de 2020 | 20.061%                             | 22.276%                             |
| 9        | 24 de abril de 2020 | 20.539%                             | 23.175%                             |
| 10       | 25 de abril de 2020 | 22.913%                             | 25.878%                             |
| 11       | 1 de mayo de 2020   | 21.122%                             | 23.986%                             |
| 12       | 2 de mayo de 2020   | 24.332%                             | 26.747%                             |
| 13       | 8 de mayo de 2020   | 21.087%                             | 23.920%                             |
| 14       | 9 de mayo de 2020   | 24.307%                             | 26.841%                             |
| 15       | 15 de mayo de 2020  | 24.442%                             | 27.975%                             |
| 16       | 16 de mayo de 2020  | 28.643%                             | 31.669%                             |
| Promedio | Promedio            | 18.829%                             | 21.188%                             |
| Especial | 22 de mayo de 2020  | 3.904%                              | 4.777%                              |
| Especial | 23 de mayo de 2020  | 4.288%                              | 4.534%                              |

## Música
El OST de la serie es distribuida por Kakao M (㈜ 카카오 M).

### Parte 1
| No. | Intérprete  | Canción                         | Letra | Canción | Duración |
| --- | ----------- | ------------------------------- | ----- | ------- | -------- |
| 1   | Kim Yoon-ah | "Solitary Voyage" (고독한 항해) | Gaemi | Gaemi   | 4:45     |
| 2   | -           | "Solitary Voyage" (Inst.)       | -     | -       | 4:45     |

### Parte 2
| No. | Intérprete  | Canción                  | Letra | Canción     | Duración |
| --- | ----------- | ------------------------ | ----- | ----------- | -------- |
| 1   | Josh Daniel | "Nothing On You"         | Gaemi | Josh Daniel | 3:09     |
| 2   | -           | "Nothing On You" (Inst.) | -     | -           | 3:09     |

### Parte 3
| No. | Intérprete     | Canción       | Letra | Canción                                               | Duración |
| --- | -------------- | ------------- | ----- | ----------------------------------------------------- | -------- |
| 1   | Son Seung-yeon | "Sad"         | Hana  | Jeong Sung-min (de POPKID) y Shin Ji-hoo (de Postmen) | 3:37     |
| 2   | -              | "Sad" (Inst.) | -     | -                                                     | 3:37     |

### Parte 4
| No. | Intérprete   | Canción                            | Letra        | Canción      | Duración |
| --- | ------------ | ---------------------------------- | ------------ | ------------ | -------- |
| 1   | Ha Dong-kyun | "Just Leave Me" (그냥 나를 버려요) | Ra.L y Naomi | Gaemi y Ra.L | 4:20     |
| 2   | -            | "Just Leave Me" (Inst.)            | -            | -            | 4:20     |

### Parte 5
| No. | Intérprete | Canción                                        | Letra               | Canción | Duración |
| --- | ---------- | ---------------------------------------------- | ------------------- | ------- | -------- |
| 1   | Huh Gak    | "Tears Send You Away" (눈물로 너를 떠나보낸다) | Gaemi, Ra.L y Naomi | Gaemi   | 4:17     |
| 2   | -          | "Tears Send You Away" (Inst.)                  | -                   | -       | 4:17     |

### Parte 6
| No. | Intérprete    | Canción                                    | Letra            | Canción          | Duración |
| --- | ------------- | ------------------------------------------ | ---------------- | ---------------- | -------- |
| 1   | Baek Ji-young | "The Days That Were Loved" (사랑했던 날들) | Gaemi y Midnight | Gaemi y Midnight | 4:01     |
| 2   | -             | "The Days That Were Loved" (Inst.)         | -                | -                | 4:01     |

## Premios y nominaciones
| Año  | Categoría                               | Premio                                                     | Nominado (a)               | Resultado |
| ---- | --------------------------------------- | ---------------------------------------------------------- | -------------------------- | --------- |
| 2021 | Best Drama Series                       | 25th Asian Television Award                                | "The World of the Married" | Nominado  |
| 2021 | Best Rising Star Actress                | 2021 Korea First Brand Award                               | Han So-hee                 | Ganó      |
| 2020 | Excellence Award, Actor in a Miniseries | 7th APAN Star Award                                        | Park Hae-joon              | Ganó      |
| 2020 | Best Supporting Actor                   | 7th APAN Star Award                                        | Kim Young-min              | Ganó      |
| 2020 | Grand Prize (Daesang)                   | 7th APAN Star Award                                        | Kim Hee-ae                 | Nominada  |
| 2020 | Best New Actor                          | 7th APAN Star Award                                        | Lee Hak-joo                | Nominado  |
| 2020 | Best New Actress                        | 7th APAN Star Award                                        | Han So-hee                 | Nominada  |
| 2020 | Rookie of the Year                      | 5th Asia Artist Award                                      | Han So-hee                 | Ganó      |
| 2020 | Best Actress                            | 2nd Asia Contents Awards Busan International Film Festival | Kim Hee-ae                 | Ganó      |
| 2020 | Best Writer                             | 2nd Asia Contents Awards Busan International Film Festival | Ju Hyun                    | Nominada  |
| 2020 | Best Creative                           | 2nd Asia Contents Awards Busan International Film Festival | Mo Wan-il                  | Ganó      |
| 2020 | Best Scene Stealer Actor                | 18th Brand of the Year Award                               | Kim Young-min              | Ganó      |
| 2020 | Scene Stealer Actress                   | 18th Brand of the Year Award                               | Shim Eun-woo               | Ganó      |
| 2020 | Best Rising Star Actress                | 18th Brand of the Year Award                               | Han So-hee                 | Ganó      |
| 2020 | Best Actress                            | 56th Baeksang Arts Award                                   | Kim Hee-ae                 | Ganó      |
| 2020 | Best Supporting Actor                   | 56th Baeksang Arts Award                                   | Kim Young-min              | Nominado  |
| 2020 | Best New Actress                        | 56th Baeksang Arts Award                                   | Han So-hee                 | Nominada  |
| 2020 | Best Director (TV)                      | 56th Baeksang Arts Award                                   | Mo Wan-il                  | Ganó      |

## Producción
La serie también es conocida como "A World of Married Couple" y/o "Couple's World".
Está basada en la serie británica "Doctor Foster" protagonizada por Suranne Jones, Bertie Carvel, Clare-Hope Ashitey y Jodie Comer.
La serie fue creada por la guionista Kang Eun-kyung, mientras que la dirección estuvo a cargo de Mo Wan-il (모완일), quien contó con el apoyo del guionista Joo Hyun (주현).
Por otro lado, la producción estuvo a cargo de Park Joon-seo.
La serie contó con el apoyo de la compañía de producción "JTBC Studios" y fue distribuida por la empresa de transmisión coreana JTBC.

### Distribución internacional
La emisión de la serie está disponible para su transmisión en línea a través de Viu en Hong Kong, Singapur, Filipinas, Tailandia, Malasia, Indonesia y Myanmar. La serie se convirtió en el drama más visto en la plataforma de transmisión (siendo visto por más del 55% de la audiencia de Viu en Asia desde el comienzo de su proyección).
| País      | Cadena         | Fecha de emisión        | Notas |
| --------- | -------------- | ----------------------- | ----- |
| Indonesia | Iflix Trans TV | 2020 11 de mayo de 2020 |       |
| Japón     | KNTV           | 10 de julio de 2020     |       |
| Vietnam   | K+ NS          | 106 de mayo de 2020     |       |